# Horgen (Zimmern ob Rottweil)

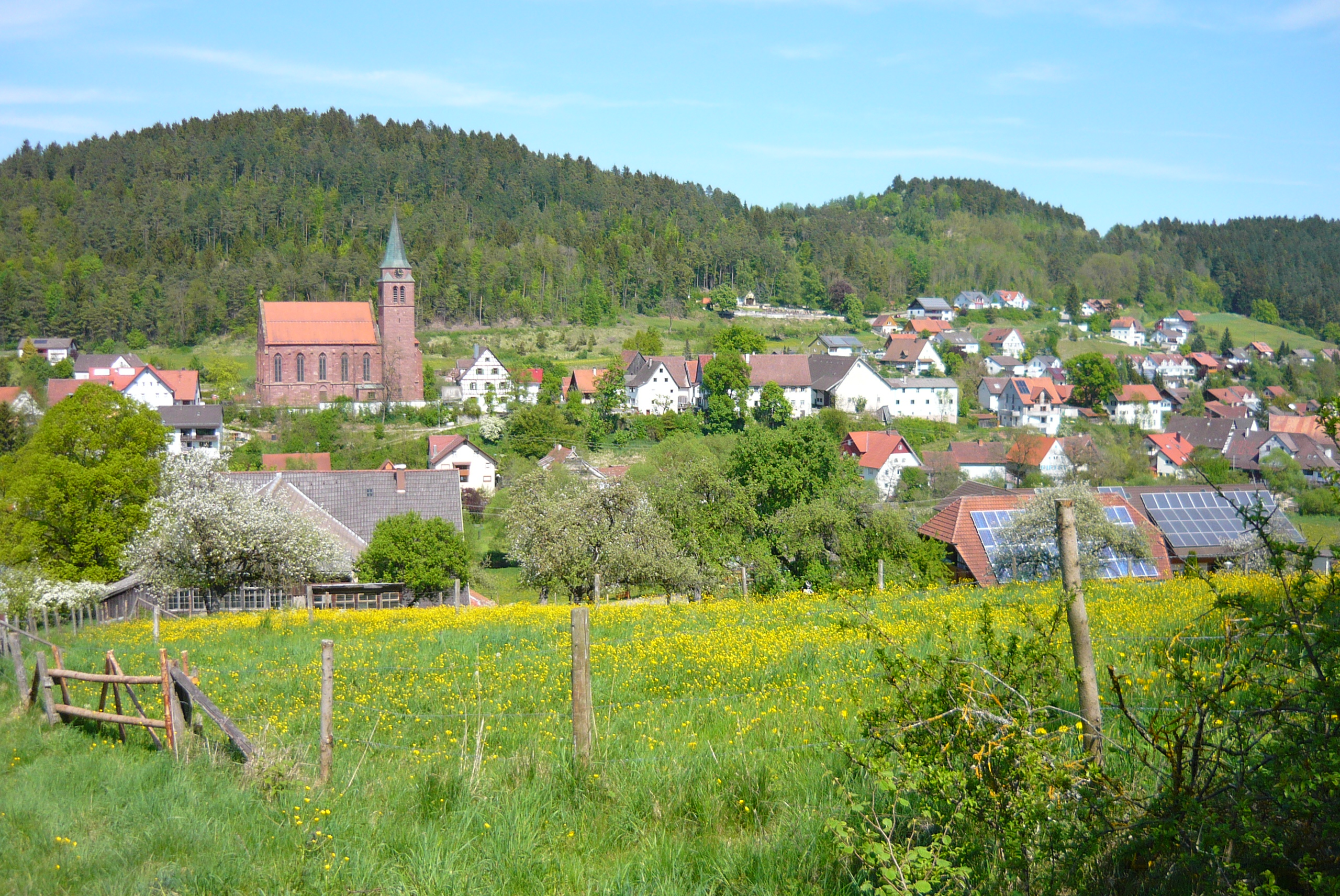
Horgen, Ansicht von Südwesten

Horgen ist ein Ortsteil von Zimmern ob Rottweil im Landkreis Rottweil in Baden-Württemberg. Zur ehemaligen Gemeinde Horgen gehören das Dorf Horgen und das Gehöft Wildenstein.

## Wappen
Beschreibung: „In Blau ein silberner Schrägbalken, belegt mit einem grünen Tannenzweig.“

## Geographie
Horgen liegt am Ostrand des Schwarzwalds im Tal der Eschach, am Zusammenfluss von württembergischer und badischer Eschach, 4 km südwestlich von Zimmern ob Rottweil.

## Geschichte

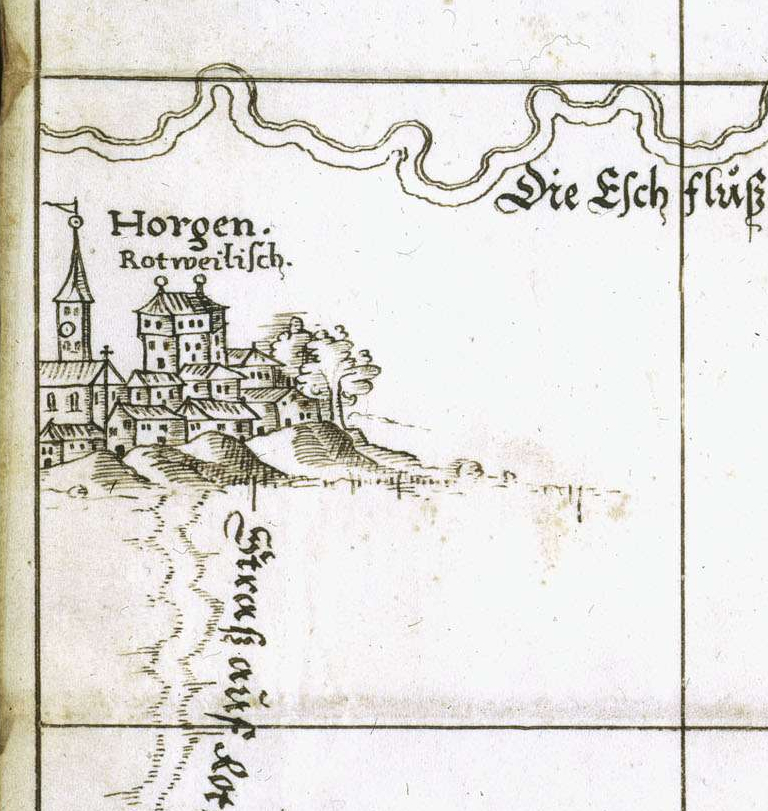
HStAS N 1 Land- und Flurkarten Nr. 6 o. T. (1585), [Georg Gadner](Ausschnitt)

Das erste Mal ist Horgen (ahd.: hor = Sumpfboden, Sumpf) 1306 in einer Urkunde des Klosters Rottenmünster erwähnt. Ab 1490 wird weiterhin die Burg Weckenstein genannt, an deren Stelle sich heute die Kirche St. Martin befindet. 1531 wurde Horgen vom Geschlecht der Ifflinger an die Stadt Rottweil verkauft und unterstand ihr auch bis 1802, als ihr Status als freie Reichsstadt aufgehoben wurde. Danach blieb Horgen bis zur Eingemeindung 1973 unabhängig.
Über dem Eschachtal bei Horgen befindet sich die Ruine der Burg Wildenstein.

## Wirtschaft und Infrastruktur

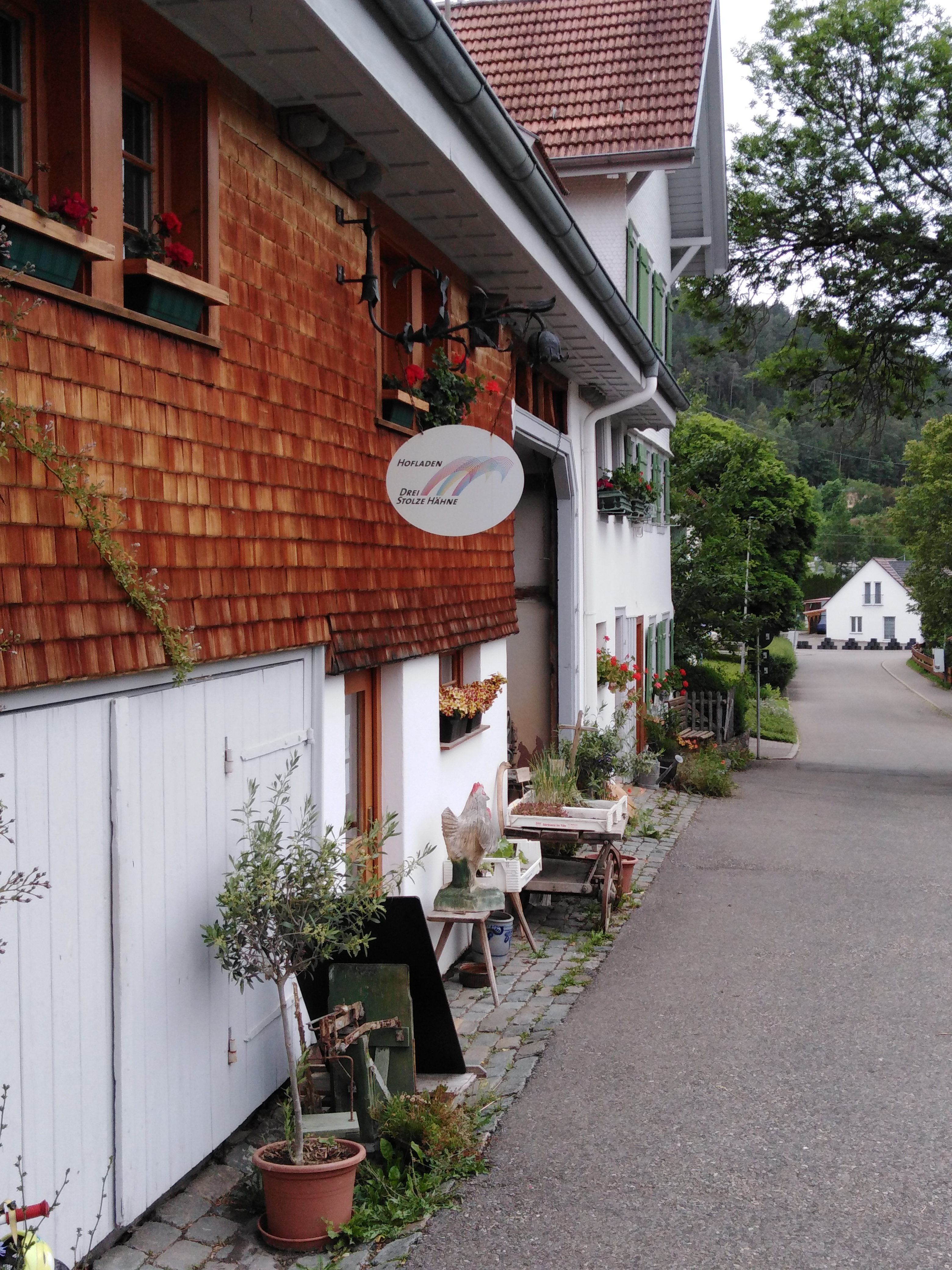
Hofladen Drei Stolze Hähne- Horgen (Zimmern o. R.)

- Hofladen Drei Stolze Hähne (Zopfbrot, Zwiebeln, Eier, Marmelade, Brötchen, Apfelsaft)
- Minigolfplatz
- Linde Post